# Bermane Stiverne
Bermane Stiverne (ur. 1 listopada 1978 w La Plaine) – kanadyjski bokser wagi ciężkiej, były mistrz świata organizacji WBC.

## Kariera amatorska
Boks zaczął trenować w wieku 19 lat.
Na amatorskim ringu stoczył 59 walk, z czego 49 wygrał, a 10 przegrał. Zdobył trzy medale mistrzostw Kanady (srebrny w 2005 oraz brązowe w 2003 i 2004). W międzynarodowym turnieju pokonał dwóch dobrze zapowiadających się pięściarzy wagi ciężkiej: Roberta Heleniusa (na punkty), czy Davida Price'a (KO).

## Kariera zawodowa
Jako zawodowiec zadebiutował w 2005 roku. Po kilkunastu zwycięstwach zmierzył się z amerykańskim bokserem Demetrice'em Kingiem, mającym wtedy rekord (11-15). Stiverne przegrał przez techniczny nokaut w czwartym starciu, mimo że wcześniej posłał Kinga na deski.
29 stycznia 2011 zmierzył się z niepokonanym Kertsonem Manswellem (20-0). W drugiej rundzie Stiverne ciężko posłał Manswella na deski. Choć Manswell wstał, chwilę później znowu upadł i sędzia postanowił przerwać pojedynek, ogłaszając zwycięstwo Stiverne'a przez techniczny nokaut  w drugiej rundzie.
W następnej walce zmierzył się z Amerykaninem Rayem Austinem (28-5-4), którego pokonał przez TKO w dziesiątej rundzie. Kanadyjczyk zdobył pas WBC Silver, jednocześnie pojedynek miał status eliminatora do pasa WBC, posiadanego przez Witalija Kliczkę.
14 kwietnia 2012 Stiverne pokonał przez jednogłośną decyzję Amerykanina Williego Herringa (13-10-3), a 27 kwietnia 2013 w Ontario w Kalifornii Chrisa Arreollę.
10 maja 2014 znokautował w szóstej rundzie Chrisa Arreollę i zdobył wakujący pas mistrza świata wagi ciężkiej federacji WBC.
17 stycznia 2015  Las Vegas Stiverne w pierwszej swojej obronie przegrał jednogłośnie na punkty (109:118, 108:119 i 107:120) z Amerykaninem Deontayem Wilderem (37-36 KO), tracąc tytuł mistrza świata federacji WBC.
4 listopada 2017 roku w Nowym Jorku przegrał przez nokaut w pierwszej rundzie w pojedynku rewanżowym z Deontayem Wilderem (38-0, 37 KO).